# Phaenocarpa testaceiventris
Phaenocarpa testaceiventris är en stekelart som först beskrevs av Cameron 1910.  Phaenocarpa testaceiventris ingår i släktet Phaenocarpa och familjen bracksteklar. Inga underarter finns listade i Catalogue of Life.